# Hadar Galron
Hadar Galron (hebrejsky הדר גלרון‎ * 28. září 1970, Londýn) je izraelská dramatička, scenáristka a herečka.

## Životopis
Narodila se v Londýně do ortodoxní židovské rodiny. Ve třinácti se odstěhovala s rodinou do Izraele. Nejdřív pracovala jako učitelka, pak přes otcův zákaz vstoupila do armády. Na Telavivské univerzitě studovala divadlo. Je vdaná a má tři děti.
O divadlo se zajímala už od dětství. V tomto ohledu ji ovlivnila její matka, která režírovala školní divadelní představení. Ve svých dílech kritizuje nerovné postavení žen v ortodoxní židovské společnosti. Kromě hraní a psaní vážných her vystupuje i v stand-up comedy.
Hadar Galron již čtyřikrát navštívila Českou republiku: poprvé v roce 2008, kdy měla její hra Mikve premiéru ve Stavovském divadle, podruhé přijela na festival Jiráskův Hronov, v jehož rámci se konalo amatérské představení její hry. Potřetí navštívila Českou republiku při příležitosti premiéry své hry Mikve v Mladoboleslavském divadle. V témže divadle pak na jaře 2018 režírovala svou vlastní hru Ha-sodot (česky Tajemství), uvedenou v Čechách poprvé. V Městských divadlech pražských je také uváděná její hra IMAMMA v režii Petra Svojtky.

## Dílo

### Hry
- Pulsa - společně s Bidur Kahalacha; satirická komedie z ortodoxního prostředí pro jednu herečku[3]
- Mikve - Celovečerní hra odehrávající se v ženské mikve kritizuje postavení žen v ortodoxním židovském manželství. V Izraeli vzbudila rozporuplné reakce, v roce 2005 získala ocenění Hra roku.[3]
- Fakulta[3]
- Paprsek světla[3]
- Musrara[3]

### Scénáře
- Tajemství - společně s Avi Nesherem
- Brurja - hlavní hrdinka Brurja hledá výtisk knihy, kterou její otec napsal o talmudické Brurje a jejíž výtisky byly spáleny.[4] Film dostal několik cen na mezinárodních festivalech.[5]